# Diecezja La Paz en la Baja California Sur
Diecezja La Paz en la Baja California Sur (łac. Dioecesis Paciensis in California Inferiori Meridionali) – diecezja Kościoła rzymskokatolickiego w Meksyku, sufragania archidiecezji Tijuana. 

## Historia
13 kwietnia 1957 roku papież Pius XII konstytucją apostolską Qui arcana Dei powołał prefekturę apostolską La Paz en la Baja California Sur. Dotychczas wierni z tych terenów należeli do archidiecezji Tijuana. 1 marca 1976 roku decyzją papieża Pawła VI wyrażoną w konstytucji apostolskiej Cum compertum podniósł prefekturę do rangi wikariatu apostolskiego. 21 marca 1988 papież Jan Paweł II konstytucją apostolską Quandoquidem consilium erygował diecezję La Paz en la Baja California Sur na miejsce wikariatu apostolskiego.

## Ordynariusze

### Prefekci apostolscy La Paz en la Baja California Sur
- Júan Giordani FSCJ (1958 - 1972)
- Gilberto Valbuena Sánchez (1972 - 1976)

### Wikariusz apostolski La Paz en la Baja California Sur
- Gilberto Valbuena Sánchez (1976 - 1988)

### Biskupi La Paz en la Baja California Sur
- Gilberto Valbuena Sánchez (1988 - 1989)
- Braulio Rafael León Villegas (1990 - 1999)
- Miguel Angel Alba Díaz (od 2001 roku)